# Вибори до Черкаської міської ради 2010
Ви́бори до Черка́ської місько́ї ра́ди 2010 ро́ку — вибори до Черкаської міської ради, що відбулися 31 жовтня 2010 року. Вибори проходили за змішаною системою — за партійними списками та по мажоритарній системі.

## Виборча кампанія

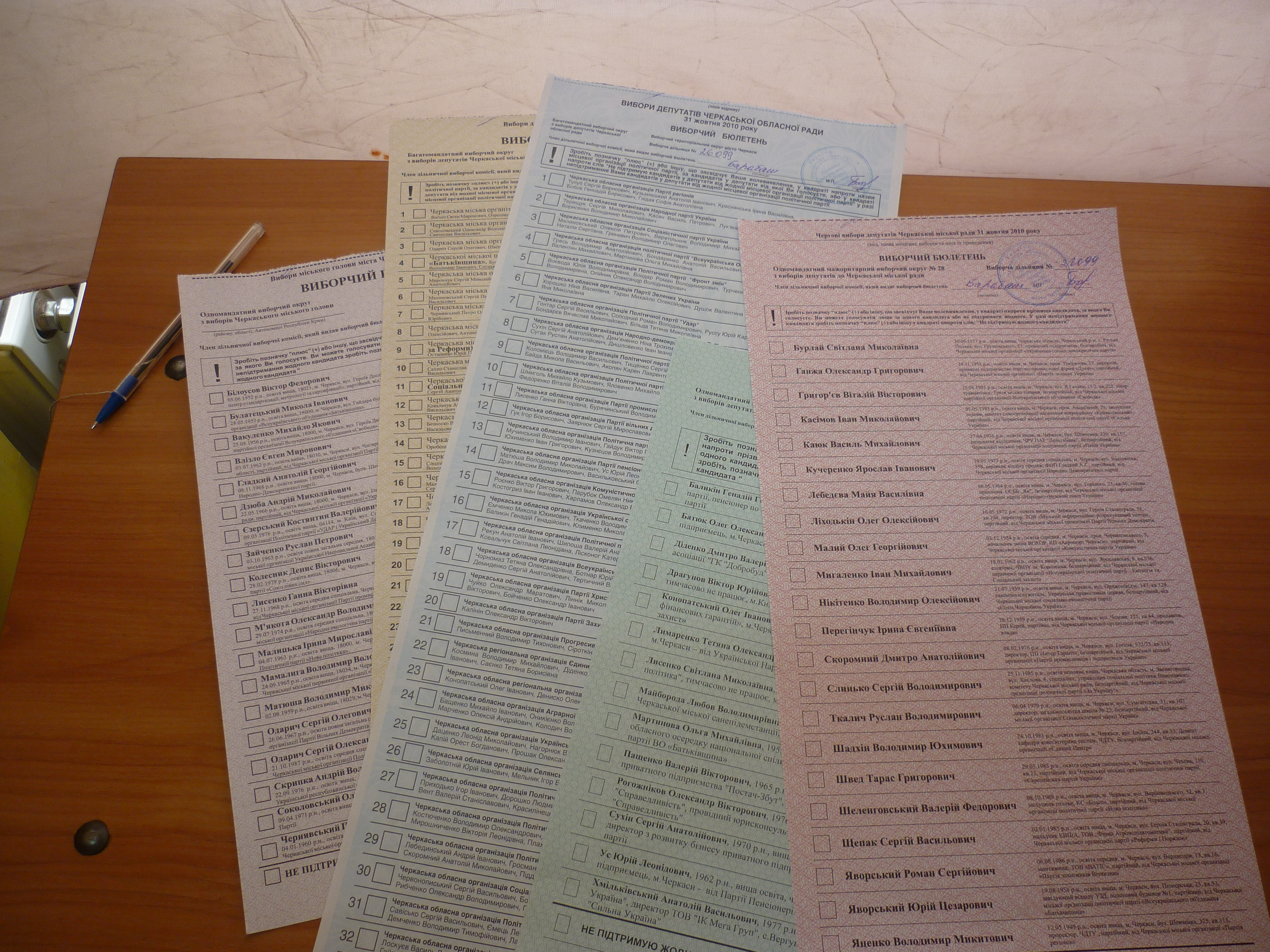
Виборчі бюлетені. Червоний — список мажоритарників, бежевий — список партій, рожевий — список кандидатів в мери

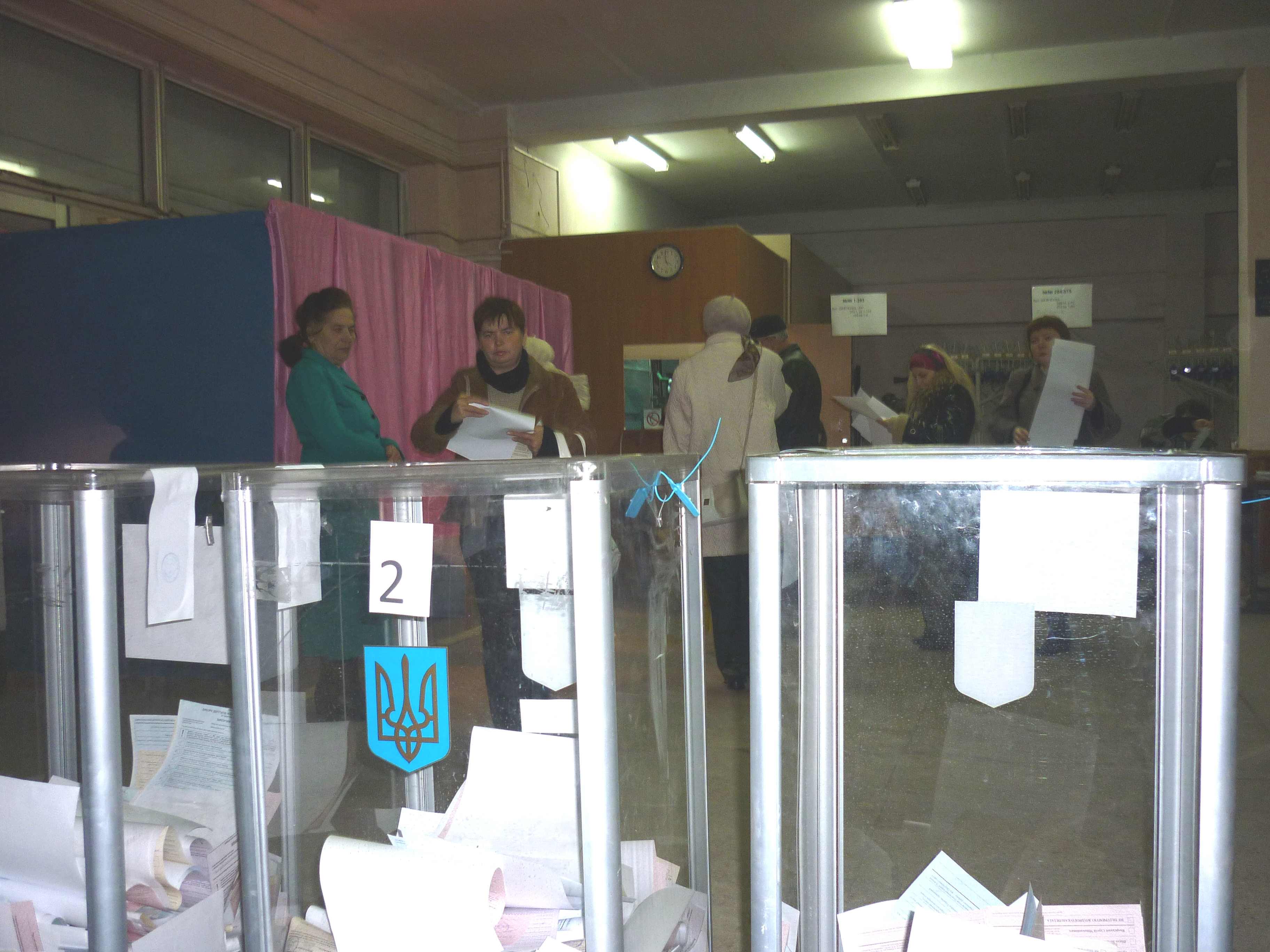
Виборчі скриньки на виборчій дільниці № 26095

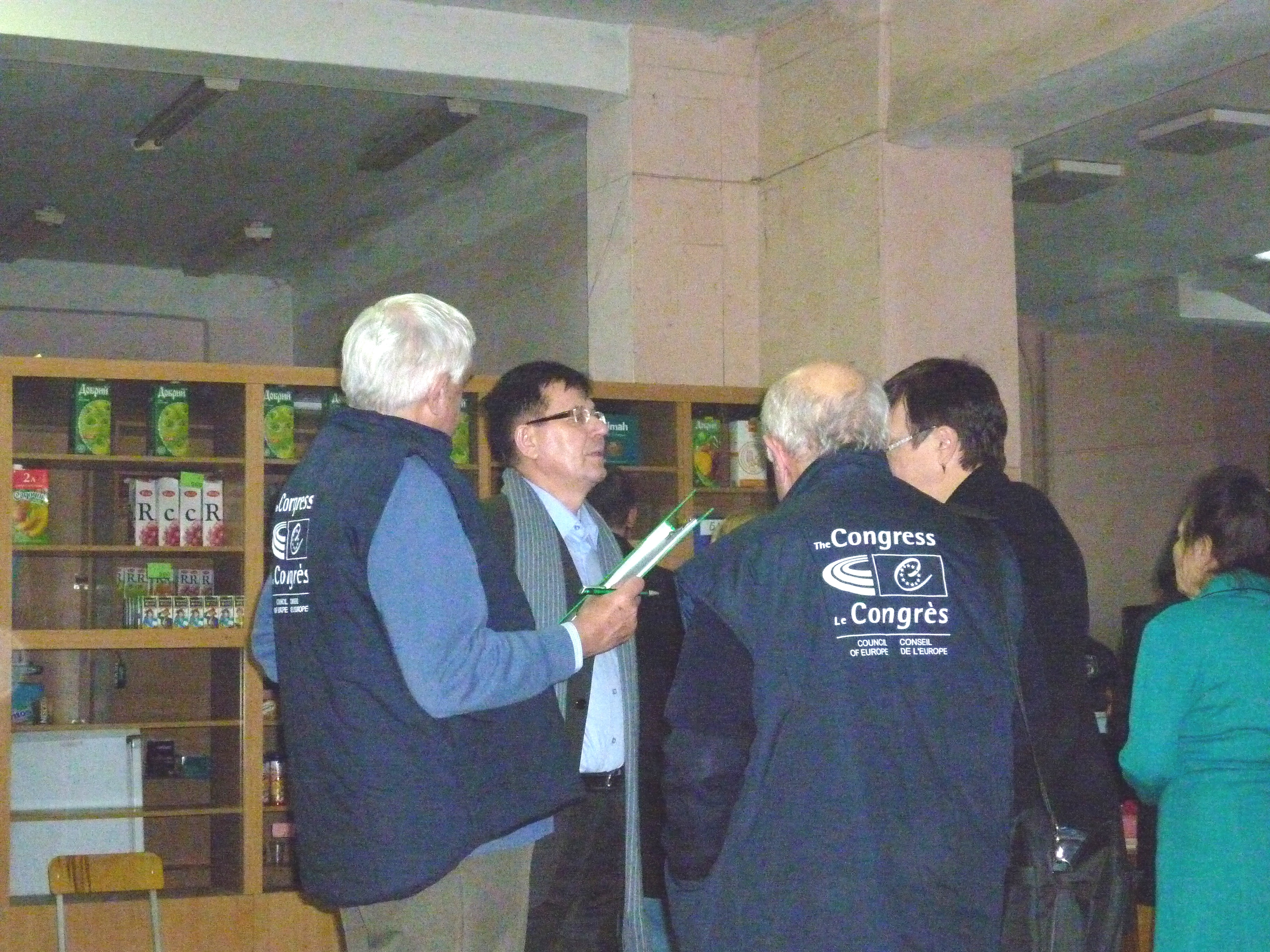
Французькі спостерігачі на виборчій дільниці № 26095

### На посаду Черкаського міського голови
На посаду Черкаського міського голови було висунено 19 кандидатів:
1. Білоусов Віктор Федорович (КПУ) — директор ДП «Черкасистандартметрологія»
2. Булатецький Микола Іванович (партія «Батьківщина») — приватний підприємець
3. Вакуленко Михайло Якович (Всеукраїнське об'єднання «Свобода») — голова Черкаської міської організації ВО «Свобода»
4. Влізло Євген Миронович (ПР) — голова Черкаської районної держадміністрації
5. Гладкий Анатолій Георгійович (НДП) — директор АТ «Черкаське пиво»
6. Дзюба Андрій Миколайович (УСДП) — заступник Черкаського міського голови
7. Зайченко Руслан (УНА-УНСО) — член Проводу УНА-УНСО
8. Єзерський Костянтин Валерійович (партія «УДАР Віталія Кличка») — генеральний директор КП «Поділ-благоустрій»
9. Колесник Денис Вікторович (партія «Союз лівих сил») — приватний підприємець
10. Лисенко Ганна Вікторівна (ПППУ) — генеральний директор ТОВ «ТЕКС»
11. Малицька Ірина Мирославівна (партія «Нова політика») — директор модельного агентства «Мирослава»
12. Мамалига Володимир Володимирович (партія «Екологія та соціальний захист») — директор телерадіокомпанії «Антенна-плюс»
13. Матюша Володимир Миколайович (ППУ) — пенсіонер
14. М'якота Олександр Олександр Володимирович (НЕП) — актор, приватний підприємець
15. Одарич Сергій Олегович (ПВД) — чинний Черкаський міський голова
16. Одарич Сергій Олександрович (партія «Всеукраїнський патріотичний союз») — торговий представник
17. Скрипка Андрій Володимирович (партія «Собор») — приватний підприємець. Передвиборча програма.[недоступне посилання з червня 2019]
18. Соколовський Олександр Володимирович (НПУ) — директор фірми «Сокіл», голова Черкаської міської організації НПУ
19. Чернявський Петро Олексійович (партія «Справедлива Україна») — директор ТОВ «Янтар-Черкаси», голова союзу промисловців та підприємців Черкас

### До Черкаської міської ради
За багатомандатним виборчим округом до міської ради подали списки 43 партії, серед яких:
1. Партія регіонів
2. Народна партія
3. Партія вільних демократів
4. ВО «Батьківщина»
5. Фронт Змін
6. Партія зелених України
7. Соціалістична партія України
8. Комуністична партія України

## Результати виборів
У виборах взяло участь 89 741 черкасець. В ніч з 5 на 6 листопада ТВК оголосила попередні результати.
Мером Черкас було обрано чинного міського очільника — Одарича Сергія Олеговича. Всі кандидати набрали наступну кількість голосів:
- Одарич Сергій Олегович — 31812
- Булатецький Микола Іванович — 10632
- Влізло Євген Миронович — 10480
- Білоусов Віктор Федорович — 9119
- Мамалига Володимир Володимирович — 8829
- Гладкий Анатолій Георгійович — 2310
- Одарич Сергій Олександрович — 1702
- Соколовський Олександр Володимирович — 1376
- Чернявський Петро Олексійович — 1325
- Вакуленко Михайло Якович — 1274
- Матюша Володимир Миколайович — 799
- Єзерський Костянтин Валерійович — 663
- Малицька Ірина Мирославівна — 315
- Лисенко Ганна Вікторівна — 270
- Скрипка Андрій Володимирович — 238
- Дзюба Андрій Миколайович — 233
- Зайченко Руслан Петрович — 168
- Колесник Денис Вікторович — 166
- М'якота Олександр Володимирович — 140
- не підтримали жодного кандидата — 4417

До міської ради за списками пройшли депутати від 7 партій, які отримали наступну кількість мандатів:
- Партія вільних демократів — 7 (Олександр Нагорний, Ніна Набокіна, Олег Стадник, Нарек Казарян, Марина Волошенко, Наталія Даньковська, Володимир Шиятий)
- ВО «Батьківщина» — 7 (Микола Булатецький, Микола Домбровський, Володимир Шабанов, Валентина Слуцька, Володимир Томенко, Роман Діскант, Роман Макуха)
- Партія регіонів — 7 (Євген Влізло, Сергій Отрешко, Ігор Валовий, Ольга Сисоєва, Олег Куклін, Віталій Дядченко, Анатолій Бурківський)
- Фронт Змін — 3 (Андрій Ковальчук, Юрій Бондар, Борис Лебедцов)
- ПП «Удар» — 2 (Костянтин Єзерський, Сергій Кудактін)
- ВПП «Екологія та соціальний захист» — 2 (Володимир Мамалига, Валерій Воротнік)
- Комуністична партія України — 2 (Валентин Орел, Віктор Білоусов)

До міської ради за округами пройшли депутати від 6 партій, які отримали наступну кількість мандатів:
- Партія вільних демократів — 8
- ВО «Батьківщина» — 7
- Партія регіонів — 6
- Фронт Змін — 1
- Комуністична партія України — 1
- Партія промисловців та підприємців України — 1